# Västra Karaby landskommun
Västra Karaby landskommun var en tidigare kommun i dåvarande Malmöhus län.

## Administrativ historik
Kommunen bildades i Karaby socken i Harjagers härad i Skåne när 1862 års kommunalförordningar trädde i kraft. Namnet var före 17 april 1885 Karaby socken. 
Vid kommunreformen 1952 uppgick kommunen i Dösjebro landskommun som upplöstes 1967 då denna del uppgick i Kävlinge köping som 1971 ombildades till Kävlinge kommun.

## Politik

### Mandatfördelning i Västra Karaby landskommun 1938-1946
| 11 | 5 | 2 |

| 18 |

| 10 | 8 |

| 18 |

| 10 | 8 |

| 18 |